# Klinikum Mittelbaden
Die Klinikum Mittelbaden gGmbH ist ein Zusammenschluss der Gesundheitseinrichtungen des Landkreises Rastatt und des Stadtkreises Baden-Baden.
Kaufmännischer Geschäftsführer ist Daniel Herke, Medizinischer Geschäftsführer ist Thomas Iber, der zugleich Chefarzt der Klinik für Anästhesie ist. Gesellschafter sind die Stadt Baden-Baden (40 %) und der Landkreis Rastatt (60 %).

## Kliniken und Einrichtungen des Unternehmens
Zum Klinikum Mittelbaden gehören zwei Akutkliniken an 3 Standorten und sechs Pflegeeinrichtungen. Außerdem verfügt das Klinikum Mittelbaden über einen ambulanten Pflegedienst.
Kliniken
- Klinikum Mittelbaden Baden-Baden Bühl, Klinik Baden-Baden Balg (ehemals Stadtklinik): Krankenhaus der Zentralversorgung
- Klinikum Mittelbaden Baden-Baden Bühl, Klinik Bühl (ehemals Kreiskrankenhaus): Krankenhaus der Grundversorgung
- Klinikum Mittelbaden Rastatt-Forbach, Klinik Rastatt (ehemals Kreiskrankenhaus): Krankenhaus der Grund- und Regelversorgung

### Ehemalige Kliniken
- Klinikum Mittelbaden Rastatt-Forbach, Klinik Forbach (ehemals Kreiskrankenhaus): Heute Kurzzeitpflege und DRK-Rettungswache
- Klinikum Mittelbaden Baden-Baden Ebersteinburg (ehemals Krankenhaus): Heute Verwaltungsstandort (u. a. Geschäftsführung) und Hospiz
- Klinikum Mittelbaden Baden-Baden Annaberg (ehemals DRK-Klinik): Heute Verwaltungsstandort 48° 45′ 56,2″ N, 8° 15′ 15,1″ O

Pflege
- Klinikum Mittelbaden Hub (ehemals Kreispflegeheim): 350 Pflegeplätze
- Klinikum Mittelbaden Erich-Burger Heim (ehemals Erich-Burger Heim): 138 Pflegeplätze 48° 41′ 41,5″ N, 8° 8′ 31,9″ O
- Klinikum Mittelbaden Lichtental Theresienheim (ehemals Pflegeheim): 71 Pflegeplätze 48° 44′ 36,2″ N, 8° 15′ 31,9″ O
- Klinikum Mittelbaden Lichtental Schafberg (ehemals Altenpflegeheim): 93 Pflegeplätze 48° 44′ 59,3″ N, 8° 15′ 55,3″ O
- Klinikum Mittelbaden Haus Fichtental (ehemals APH Kuppenheim): 81 Pflegeplätze 48° 49′ 22,3″ N, 8° 15′ 8,6″ O
- Klinikum Mittelbaden Martha-Jäger-Haus: 110 Pflegeplätze
- Aspichhof (Betreute Wohngruppe, anerkannter Integrationsbetrieb) 48° 39′ 39,1″ N, 8° 8′ 2,8″ O
- Hospiz Kafarnaum: 12 Pflegeplätze mit Hospizversorgung
- Schule für Pflegefachberufe, Baden-Baden und Gernsbach

Durch die Aus-, Fort- und Weiterbildung aller im Pflegedienst tätigen Mitarbeiter wird unter anderem der Personalbedarf mit Nachwuchskräften aus der Klinikum Mittelbaden eigenen Schule für Pflegefachberufe in Baden-Baden und Gernsbach gesichert. In der Schule für Pflegefachberufe werden Schulabgänger mit unterschiedlichen Schulabschlüssen in zahlreichen Ausbildungsberufen ausgebildet und ganzheitlich qualifiziert.
Der Aspichhof ist unter anderem ein anerkannter Ausbildungsbetrieb für Bäcker, Metzger und Landwirte.